# NGC 3434
NGC 3434 este o radiogalaxie situată în constelația Leul. A fost descoperită în 27 ianuarie 1786 de către William Herschel.